# Ielîzavetivka, Rozdilna
Ielîzavetivka (în ucraineană Єлизаветівка) este un sat în comuna Zaharivka din raionul Rozdilna, regiunea Odesa, Ucraina.

## Demografie
Componența lingvistică a localității Ielîzavetivka
     Ucraineană (100%)
Conform recensământului din 2001, toată populația localității Ielîzavetivka era vorbitoare de ucraineană (100%).